# Anderson Aquino
Anderson Angus Aquino (Foz do Iguaçu, 18 dicembre 1986) è un ex calciatore brasiliano, di ruolo attaccante.

## Palmarès

### Club

#### Competizioni statali
- Campionato Paranaense: 3

Coritiba: 2011, 2012, 2013
- Campionato Pernambucano: 1

Santa Cruz: 2015

#### Competizioni nazionali
- Umaglesi Liga: 1

Olimpi Rustavi: 2009-2010

### Individuale
- Capocannoniere del campionato georgiano: 1

2009-2010 (26 gol)